# Emanuel Leutze
Emanuel Gottlieb Leutze (født 24. maj 1816, død 18. juli 1868) var en tyskfødt amerikansk maler. Leutze blev født i Schwäbisch Gmünd i Württemberg i Tyskland, flyttede til Amerika som barn og returnerede som voksen. Han er mest kendt for maleriet Washington Crossing the Delaware. Det ejes af Metropolitan Museum of Art i New York.
- Washington Crossing the Delaware
- Westward the Course of Empire Takes its Way